# 208年
| 千纪： | 1千纪                                                                                           |
| 世纪： | 2世纪 \| 3世纪 \| 4世纪                                                                         |
| 年代： | 170年代 \| 180年代 \| 190年代 \| 200年代 \| 210年代 \| 220年代 \| 230年代                       |
| 年份： | 203年 \| 204年 \| 205年 \| 206年 \| 207年 \| 208年 \| 209年 \| 210年 \| 211年 \| 212年 \| 213年 |
| 纪年： | 戊子年（鼠年）；东汉建安十三年                                                                  |

## 大事记
- 中国
  - 1月，曹操至北方還鄴城，遺使送黃金璧玉給匈奴，贖回蔡琰。
  - 1月，曹操於鄴城建玄武池訓練水師。
  - 孫權率軍西征黃祖，爆發江夏之戰，成功斬殺黃祖，但在得知曹操奪取荊州北部後，孫權放棄了控制江夏的想法。
  - 東吳孫權派遣賀齊平定丹陽郡內盤踞林歷山中陳僕、祖山叛亂，是為林歷山之戰。
  - 6月，漢室罷三公，再次設置丞相、御史大夫。癸巳日，由曹操擔任丞相，強行辟時年29歲的司馬懿為文學掾。
  - 7月，曹操開始南下，進攻荊州的劉表。
  - 8月，劉表病逝，其二子劉琮繼位。至9月，曹軍到達新野，便向曹操投降。
  - 10月，劉備棄城南逃至夏口，與孫權結盟。
  - 11月甲子日（12月7日），周瑜率孫軍火燒曹操船隊，與劉備軍大敗曹操，史稱赤壁之战。
  - 12月，孫權則親自圍攻合肥，史稱合肥之戰；劉備亦奪取荊南四郡。
  - 曹操得荊州，析南郡置襄陽郡及臨江郡；析南陽郡置南鄉郡。赤壁戰后復為孫權所得。
  - 東漢名醫華佗因不願治療曹操的疾病而被曹操捉到拿去拷刑至死為止，後來，曹操才子曹沖早年夭折，才後悔處死華佗。
  - 漢末著名文學家孔融由於話題得罪曹操,而被處死。
  - 張既勸說馬騰放棄部隊，入朝為官，馬騰於年末來到鄴城，曹操上表封馬騰為衛尉。
- 羅馬帝國
  - 卡拉卡拉及其弟塞普提米烏斯·蓋塔成为罗马执政官。
  - 皇帝塞普蒂米烏斯·塞維魯在不列颠发动了一次2万人的远征，越过哈德良长城，到达东苏格兰。塞维鲁领导的罗马军将古苏格兰人赶至泰河以北，并签订了和约。塞维鲁修复了安东尼长城（所修复者亦称塞维鲁长城）。
  - 析不列颠行省为二，北为下不列颠，治伊布拉坎（Eburacum，今約克），南为上不列颠，治伦敦（Londinium），有军团分驻奥古斯都伊斯卡（Isca Augusta，今卡利恩, Caerleon）、Deva Victrix（今切斯特）二城。

- 帕提亞（安息）
  - 沃洛吉斯六世（Vologases VI）即其父沃洛吉斯五世（Vologases V）之位，其弟米底的阿爾達班四世（Artabanus IV）发动叛乱。
  - 法尔斯总督阿爾達希爾一世（Ardashir I）于伊什塔克爾发动叛乱，建立萨珊王朝。

## 各国领袖

### 亞洲
- 中國（東漢）
  - 君主：漢獻帝（189年－220年）
  - 實質掌權者: 曹操（丞相）
  - 主要州牧：曹操、孙权、劉表（病死）、劉璋、劉備、公孙康、馬騰
- 南匈奴 - 呼厨泉单于（195年－216年）
- 乌桓 - 上谷郡乌桓大人难楼
- 日本 - 神功皇后（攝政，200年－270年）
- 泰米尔哲罗（Chera）王朝
  - 君主：Yanaikat-sey Mantaran Cheral（201年－241年）
- 亚美尼亚 - 霍斯羅夫一世, 亚美尼亚国王 (198-217)
- 朝鲜半岛 (朝鲜三国)
  - 百济 - 肖古王, 百济王 (166–214)
  - 金官伽耶 - 居登王, 伽耶王 (199-259)
  - 高句丽 - 山上王, 高句丽王 (197–227)
  - 新罗 - 奈解尼師今, 新罗王 (196–230)
- 高加索伊比利亚王国 - Rev I the Just（英语：Rev I of Iberia）, 伊比利亚王 (189-216)
- 贵霜帝国 - 韋蘇提婆一世（Vasudeva I） (c.191-225)
- 奥斯若恩 - Agbgar九世大王（英语：Abgar IX）, 奥斯若恩国王 (177-212)
- 安息帝国 - 
  1. 沃洛吉斯五世, 帕提亚国王 (c.191-208)
  2. 沃洛吉斯六世, 帕提亚国王 (c.208-228)

### 欧洲
- 罗马帝国（塞維魯王朝）
  - 君主：塞普蒂米烏斯·塞維魯（193年－211年）

### 非洲
- 库什王朝 (Kush) - Teritedakhatey国王，（200年－215年）

## 出生
- 司馬師（208年－255年）47岁，字子元，三國時期魏國後期權臣，官至大將軍，是西晉開國君主晉武帝司馬炎的伯父，司馬懿與張春華的長子，司馬昭的兄長。
- 亞歷山大·塞維魯（208年 - 235年）27岁，罗马皇帝，塞维鲁王朝最后一名皇帝。

## 逝世
- 華佗，東漢末年著名醫師（145年出生）63岁。
- 孔融，東漢末年著名文學家（153年出生）55岁。
- 曹沖，曹操之子（196年出生）12岁。
- 劉表，荊州牧，東漢末年群雄之一。
- 黃祖，劉表麾下將領。
- 周不疑，劉表別駕劉先外甥。
- 劉馥，曹操屬下。
- 沃洛吉斯五世（Vologases V），帕提亚君主。